# Liste der Kardinalpriester von Santi Silvestro e Martino ai Monti
Folgende Kardinäle waren Kardinalpriester von Santi Silvestro e Martino ai Monti (lat. Titulus Sanctorum Silvestri et Martini (in Montibus)):
- Johannes von Struma (1163–1165)
- Stefano (1172–1173), Pseudokardinal von Gegenpapst Calixt III.
- Alessandro (1189–1190)
- Ugo Bobone oder Uguccione Thieneo (1190–1209)
- Guala Bicchieri (o Beccaria) (1211–1227)
- Simone Paltanieri (oder Paltinieri) (1261–1277)
- Gervais Jeancolet de Clinchamp (1281–1287)
- Benedetto Caetani (1291–1294)
- Gentile Portino de Montefiore oder Partino OM (1300–1312)
- Vital du Four OM (1312–1321)
- Pierre des Chappes (1327–1334)
- Aymeric de Chalus (o Chaslus) (1342–1349)
- Pierre du Cros (1350–1361)
- Gilles Aycelin de Montaigu (1361–1368)
- Filippo Carafa della Serra (1378–1389)
- Nicolas de Saint Saturnine OP (1378–1382), Pseudokardinal von Gegenpapst Clemens VII.
- Faydit d’Aigrefeuille OSB (1383–1391), Pseudokardinal von Gegenpapst Clemens VII. (siehe Haus Rogier de Beaufort)
- Bartolomeo Mezzavacca (1389–1396)
- Pedro Serra (1397–1404), Pseudokardinal von Gegenpapst Benedikt XIII.
- Giordano Orsini (1404–1409)
- Guillaume d’Estouteville (1440–1454)
- Johannes Grünwalder (1440) Pseudokardinal von Gegenpapst Felix V.
- Jean Jouffroy (1461–1473)
- Charles II. de Bourbon (1476–1488)
- André d'Espinay (1489–1500)
- Tamás Bakócz (1500–1521)
- Louis de Bourbon-Vendôme (1521–1533)
- Jean d’Orléans-Longueville (1533)
- Philippe de la Chambre OSB (1533–1541)
- Uberto Gambara (1541–1542)
- Giovanni Vincenzo Acquaviva d'Aragona (1542–1546)
- Girolamo Verallo (1549–1553)
- Diomede Carafa (1556–1560)
- Carlo Borromeo (1560–1564)
- Philibert Babou de La Bourdaisière (1564–1568)
- Girolamo da Correggio (1568–1570)
- Gaspar Cervantes (1570–1572)
- Gabriele Paleotti (1572–1587)
- William Allen (1587–1594)
- Francesco Cornaro (1596–1598)
- Fernando Niño de Guevara (1599–1609)
- Domenico Rivarola (1611–1627)
- vakant (1627–1633)
- Alfonso de la Cueva (1633–1635)
- Pier Luigi Carafa (1645–1655)
- Federico Sforza (1656–1659)
- Volumnio Bandinelli (1660–1667)
- Giulio Spinola (1667–1684)
- vakant (1684–1689)
- Opizio Pallavicini (1689–1700)
- Marcello d'Aste (1700–1709)
- Giuseppe Maria Tomasi di Lampedusa CR (1712–1713)
- Niccolò Caracciolo (1716–1728)
- Giovanni Antonio Guadagni (1731–1750)
- vakant (1750–1754)
- Giovanni Francesco Stoppani (1754–1763)
- vakant (1763–1773)
- Francesco Saverio de Zelada (1773–1793)
- vakant (1793–1802)
- Luigi Ruffo Scilla (1802–1832)
- Ugo Pietro Spinola (1832–1858)
- Antonio Benedetto Antonucci (1858–1879)
- Pier Francesco Meglia (1880–1883)
- vakant (1883–1887)
- Luigi Giordani (1887–1893)
- Kolos Ferenc Vaszary OSB (1893–1915)
- Giulio Tonti (1915–1918)
- Achille Ratti (1921–1922)
- Eugenio Tosi OSSCA (1922–1929)
- Alfredo Ildefonso Schuster OSB (1929–1954)
- vakant (1954–1958)
- Giovanni Battista Montini (1958–1963)
- Giovanni Colombo (1965–1992)
- Armand Gaétan Razafindratandra (1994–2010)
- Kazimierz Nycz (seit 2010)